# جورج هولاند سابين
جورج هولاند سابين (بالإنجليزية: George Holland Sabine)‏ هو عالم سياسة أمريكي، ولد في 9 ديسمبر 1880 في دايتون في الولايات المتحدة، وتوفي في 18 يناير 1961 في واشنطن العاصمة في الولايات المتحدة.